# KSV Ankerbrot Montelaa
KSV Ankerbrot Montelaa – austriacki klub piłkarski, mający siedzibę w wiedeńskiej dzielnicy Favoriten. Obecnie gra w 2. Landesliga Wien.

## Historia
Chronologia nazw:
- 1936: Wiener Ankerbrotwerke
- 1948: Favoritner SK Blau-Weiß
- 1955: KSV Ankerbrot Montelaa
- 1983: KSV Ankerbrot-Laaerberg – po fuzji z FC Laaerberg
- 1989: KSV Ankerbrot-St. Anton-Laaerberg – po fuzji z SC St. Anton-Inzersdorf
- 1998: KSV Ankerbrot Montelaa

Klub sportowy Wiener Ankerbrotwerke został założony w miejscowości Wiedeń w 1936 roku przez Hansa Milanovicha i Karla Großhaupta. Początkowo klub występował w amatorskich mistrzostwach w Wiedniu. Po zakończeniu II wojny światowej awansował w 1948 roku do Wiener Stadtligi (D2). Po rundzie jesiennej 4 grudnia 1948 roku klub zmienił nazwę na Favoritner SK Blau-Weiß. W 1950 roku po zajęciu trzeciej pozycji w lidze wiedeńskiej zespół zakwalifikował się do nowej profesjonalnej Staatsligi B. W następnym sezonie 1950/51 klubowi udało się awansować do Staatsligi A z kolejnym trzecim miejscem. Debiutowy sezon 1951/52 na najwyższym poziomie zakończył na ostatniej 14.lokacie i spadł z powrotem do Staatsligi B. W następnym sezonie 1952/53 zajął 10.miejsce i spadł do Wiener Stadtligi (D3). W 1955 klub przyjął nazwę KSV Ankerbrot Montelaa i potem występował na trzecim poziomie austriackiej piramidy piłki nożnej. Monte Laa w dialekcie wiedeńskim to nazwa wzgórza Laaer Berg na południu dzielnicy Favoriten. W 1958 po wygraniu ligi musiał grać w meczach play o awans do drugiej ligi. Klub wygrał dwumecz (4:1 i 0:2) z SK VÖEST Linz i sezon 1958/59 rozpoczął w Staatsliga B. Po dwóch sezonu został zdegradowany do trzeciej ligi. Po spadku klub już nie był w stanie awansować do drugiej ligi, a w 1963 roku nawet spadł z trzeciej ligi. W 1974 roku nastąpiła reorganizacja systemu lig, w wyniku której Wiener Stadtliga została obniżona do IV poziomu. W 1983 klub połączył się z FC Laaerberg (założony w 1922), tworząc KSV Ankerbrot-Laaerberg, a w 1989 roku po fuzji ze SC St. Anton-Inzersdorf zmienił nazwę na KSV Ankerbrot-St. Anton-Laaerberg. Ostatecznie w 1998 roku powrócił do Admiral Wiener Stadtliga jako KSV Ankerbrot Montelaa. W 2006 roku klub spadł do Oberligi A (D5), a następnie po roku jako mistrz Oberligi A wrócił do Admiral Wiener Stadtligi. W 2010 po raz kolejny pożegnał się z Admiral Wiener Stadtligi. Potem występował w piątej lub szóstej lidze. Po zakończeniu sezonu 2018/19 spadł z 2. Landesliga Wien (D5).

## Barwy klubowe, strój
|  |  |

Klub ma barwy czerwono-białe. Zawodnicy domowe spotkania zazwyczaj grają w czerwonych koszulkach, czerwonych spodenkach oraz czerwonych getrach.

## Sukcesy

### Trofea międzynarodowe
Nie uczestniczył w rozgrywkach europejskich (stan na 31-05-2019).

### Trofea krajowe
| \| \| Zdobyte trofea w rozgrywkach Austrii (stan na: 31-05-2019) \| |                                                            |      |                  |
| Rozgrywki                                                           | Osiągnięcie                                                | Razy | Sezon(y)         |
| · Mistrzostwo                                                       | I miejsce                                                  | 0    |                  |
| · Mistrzostwo                                                       | II miejsce                                                 | 0    |                  |
| · Mistrzostwo                                                       | III miejsce                                                | 0    |                  |
| · Mistrzostwo                                                       | 14.miejsce                                                 | 1    | 1951/52          |
| Puchar                                                              | zdobywca                                                   | 0    |                  |
| Puchar                                                              | finalista                                                  | 0    |                  |
| Puchar                                                              | 1/8 finału                                                 | 1    | 1948/49          |
| II liga                                                             | I miejsce                                                  | 0    |                  |
| II liga                                                             | II miejsce                                                 | 0    |                  |
| II liga                                                             | III miejsce                                                | 2    | 1949/50, 1950/51 |
| Austria                                                             | Zdobyte trofea w rozgrywkach Austrii (stan na: 31-05-2019) |      |                  |

- Wiener Stadtliga (D3):
  - mistrz (1x): 1957/58
  - 3.miejsce (1x): 1956/57

## Poszczególne sezony

### Rozgrywki międzynarodowe

#### Europejskie puchary
Nie uczestniczył w rozgrywkach europejskich.

### Rozgrywki krajowe
| \| Austria \| Bilans występów klubu w rozgrywkach piłkarskich Austrii (Stan na 31 maja 2019 r.) \| \| |                                                                                   |        |       |   |   |   |    |    |     |                                 |        |        |      |
| Poziom                                                                                                | Rozgrywki                                                                         | Sezony | Mecze | Z | R | P | B+ | B– | Pkt | Lata                            | Awanse | Spadki | Naj. |
| I | Staatsliga A                                                                      | 1      |       |   |   |   |    |    |     | 1951/52                         | 0      | 1      | 14   |
| II | Wiener Stadtliga/ Staatsliga B/ Regionalliga Ost                                  | 6      |       |   |   |   |    |    |     | 1948–1951, 1952/53, 1958–1960   | 1      | 2      | 3    |
| III                                                                                                   | Wiener 2. Klasse/ Wiener Stadtliga                                                | 9+     |       |   |   |   |    |    |     | 19??–1948, 1953–1958, 1960–1963 | 2      | 1      | 1    |
| | Puchar Austrii                                                                    | ?      |       |   |   |   |    |    |     | od 1948                         | 0      | 0      | 1/8  |
| Austria                                                                                               | Bilans występów klubu w rozgrywkach piłkarskich Austrii (Stan na 31 maja 2019 r.) |        |       |   |   |   |    |    |     |                                 |        |        |      |

## Struktura klubu

### Stadion
Klub piłkarski rozgrywa swoje mecze domowe na stadionie Franz Hölbl-Sportanlage w Wiedniu o pojemności 1000 widzów.

### Inne sekcje
Klub prowadzi drużyny dla dzieci i młodzieży w każdym wieku. Funkcjonuje też drużyna piłki nożnej kobiet, która jako KSV Ankerbrot Wien wygrał w 1975 mistrzostwa Austrii.

## Kibice i rywalizacja z innymi klubami

### Derby
- Admira Wiedeń
- Austria Wiedeń
- FC Wien
- First Vienna FC 1894
- Floridsdorfer AC
- Rapid Wiedeń
- Wacker Wiedeń
- 1. Simmeringer SC
- Wiener SC